# وائل رمضان
وائل رمضان (7 يناير 1972 -)، ممثل سوري.

## حياته الخاصة
ولد في الزبداني توفي والده وهو صغير وربته أمه هو وإخوته الثلاثة درس الحقوق لكنه لم يكمل وثم تابع دراسته في المعهد العالي للفنون المسرحية تخرج عام 1996
في عام 1999 تزوج من الممثلة سلاف فواخرجي وأنجبا حمزة عام 2000 وعلي عام 2009
في 5 أبريل 2022 أعلنا إنفصالها.

## مشواره المهني
أول ظهور تلفزيوني له كان فور تخرّجه من المعهد العالي للفنون المسرحية؛ حينما شارك بمسلسل «تل الرماد» بإدارة المخرج نجدة أنزور، و«أيام الغضب» للمخرج باسل الخطيب.
تألق في العديد من الأدوار مثل الجمل واسرار المدينة وسيرة ال الجلالي والوردة الأخيره وبكرا احلى وكسر الخواطر ويوم ممطر اخر، عرف عنه حبه للموسيقى حيث يعزف على 12 آلة موسيقي
توجه للإخراج حيث اخرج منوعات دندرمه لصالح تلفزيون الوطن الكويتي ولديه العديد من المشاريع الإخراجية.

## أعماله

### في المسرح
- الملك لير
- عربة ترام
- الدب
- خادم سيدين
- ريما
- منمنمات تاريخية
- خارج السرب
- الحياة المديدة للملك
- انسوهيروستورات
- وأخرج للمسرح «سأخون وطني» عام 2003.

### في الإذاعــة
- يوميات عبدو

### في السينما
- يوم صامت فيلم قصير 2011
- تعاون فنياً مع سلاف فواخرجي في فيلم رسائل الكرز 2012
- غيوم داكنة فيلم 2021

### في التلفزيون
- أيام الغضب 1996
- شقفة حجر 1996
- تل الرماد 1996
- حمام القيشاني ج2 1997
- مرايا 1997
- حمام القيشاني ج3 1998
- الجمل 1998
- العوسج 1998
- الثريا 1998
- ياقوت 1998
- صرخة ليل طويل 1998
- تلك الأيام 1999
- ثلوج الصيف 1999
- قطوف رمصانية 1999
- زمن العطاش 1999
- جلد الأفعى 1999
- لوين 1999[3]
- سيرة آل الجلالي 1999
- أسرار المدينة 2000
- ظل المسافات 2000
- سري للغاية 2000
- مرايا 2000
- قصص الغموض 2000
- قوس قزح 2001
- صلاح الدين الأيوبي 2001
- حكايا 2001
- مبروك2001
- تمر حنة 2001
- غير مخصص للبيع 2001
- ورود في تربة مالحة 2002
- ردم الأساطير 2002
- صراع الزمن (جلنار) 2002
- قانون ولكن 2003
- خط النهاية 2003
- الهروب إلى القمة 2003
- الحسناء والعجوز 2003
- الداية 2003
- ظرفاء ولكن 2003
- يا شاري الهم 2003
- نساجة ماري 2003
- عرسان آخر زمان 2003
- ملوك الطوائف 2005
- رجاها 2005
- بكرا أحلى 2005
- قيد التحقيق 2005
- حكايا وخفايا 2005
- كسر الخواطر 2006
- الوردة الأخيره 2006
- حسيبة 2006
- الواهمون 2006
- لا مزيد من الدموع 2006
- حكايا الليل والنهار 2006
- بارود...اهربوا 2006
- على طول الأيام 2006
- يوم ممطر آخر 2008
- هيك تجوزنا 2008
- أصعب قرار 2008
- سفر الحجارة 2009
- كليوباترا 2010
- أيام الدراسة ج1 2011
- حديث منتصف الليل 2011
- أبواب الحقيقة 2012
- بقعة ضوء ج9 2012
- ما بتخلص حكايتنا 2012.
- أبواب الحقيقة 2012
- في قلب اللهب (الانفجار) 2013
- حدث في دمشق 2013
- باب المراد 2014
- امرأة من رماد 2015
- شهر زمان 2015
- أيام الدراسة 2015
- بلا غمد 2016
- أيام لا تنسى 2016
- عطر الشام 2016
- عطر الشام 2 2017
- تنذكر وما تنعاد 2017
- جنان نسوان 2017
- سايكو 2017
- عطر الشام 3 2018
- عطر الشام 4 2019
- 2019: الجوكر
- بكرا أحلى (ج2) 2020
- شارع شياغكو 2020
- حوازيق 2022

### أخرج للتلفزيون
- سأخون وطني 2003
- دندرمه 2008
- اسأل روحك 2008
- آخر أيام الحب 2009
- كليوباترا 2010
- رسائل الكرز 2015
- ناس من ورق 2019

## جوائز
- جائزة أفضل ممثل الذهبية في مهرجان القاهرة الدولي مناصفة مع الفنانة يسرا وذلك عن فيلم حكاية حلم
- ورشة عمل مع المخرج الإيطالي روبير توباتشي في تونس للعمل على المسرح الغنائي

## روابط خارجية
- وائل رمضان على موقع IMDb (الإنجليزية)
- وائل رمضان على موقع قاعدة بيانات الأفلام العربية